# Jaito
Jaito är en ort i Indien.   Den ligger i distriktet Faridkot och delstaten Punjab, i den norra delen av landet, 300 km nordväst om huvudstaden New Delhi. Jaito ligger 211 meter över havet och antalet invånare är 34 346.
Terrängen runt Jaito är mycket platt. Runt Jaito är det tätbefolkat, med 411 invånare per kvadratkilometer. Närmaste större samhälle är Kotkapura, 15,6 km norr om Jaito. Trakten runt Jaito består till största delen av jordbruksmark.